# Grocholice (gmina)
Grocholice (do 1953 Łękawa) – dawna gmina wiejska istniejąca w latach 1953–1954 i 1973–1977 w woj. łódzkim, a następnie w woj. piotrkowskim (dzisiejsze woj. łódzkie). Siedzibą władz gminy były Grocholice (obecnie dzielnica Bełchatowa).
Gmina Grocholice powstała 21 września 1953 roku w powiecie piotrkowskim w województwie łódzkim, w związku z przemianowaniem gminy Łękawa na Grocholice. Gmina została zniesiona 29 września 1954 roku wraz z reformą wprowadzającą gromady w miejsce gmin. 
Wraz z reaktywowaniem gmin 1 stycznia 1973 roku przywrócono gminę Grocholice w powiecie bełchatowskim woj. łódzkim. W skład nowo tworzonej gminy weszły obszary 19 sołectw: Augustynów, Bukowa, Grocholice, Janów, Kielchinów, Księży Młyn, Kurnos Drugi, Kurnos Pierwszy, Ludwików, Łękawa, Mazury, Mokracz, Oleśnik, Poręby, Rząsawa, Wólka Łękawska, Zamoście, Zawadów i Zdzieszulice Dolne
1 czerwca 1975 roku gmina znalazła się w nowo utworzonym woj. piotrkowskim.
1 lutego 1977 roku gmina została zniesiona a jej obszar przyłączony do:
- gminy Bełchatów (obszary sołectw Augustynów, Bukowa, Janów, Kielchinów, Księży Młyn, Kurnos Drugi, Kurnos Pierwszy, Ludwików, Łękawa, Mazury, Mokracz, Oleśnik, Poręby, Rząsawa, Wólka Łękawska, Zawadów i Zdzieszulice Dolne)[8],
- oraz do miasta Bełchatów (obszary sołectw Grocholice i Zamoście)[9].